# Хаф-Мун-Бей
Хаф-Мун-Бей (англ. Half Moon Bay) — прибрежный город в округе Сан-Матео в штате Калифорния в Соединённых Штатах Америки.
Согласно данным переписи населения США 2020 года число жителей города 
составляло 11 795 человек, что, для такого небольшого населённого пункта, существенно больше (+ 4.2%), чем было во время предыдущей переписи проводившейся в 2010 году (11 324 человек).

## История
Из-за особенностей рельефа местного тихоокеанского побережья город тянущийся вдоль залива с высоты напоминает полумесяц, отсюда и название (букв. Half Moon — полумесяц и Bay — пляж).

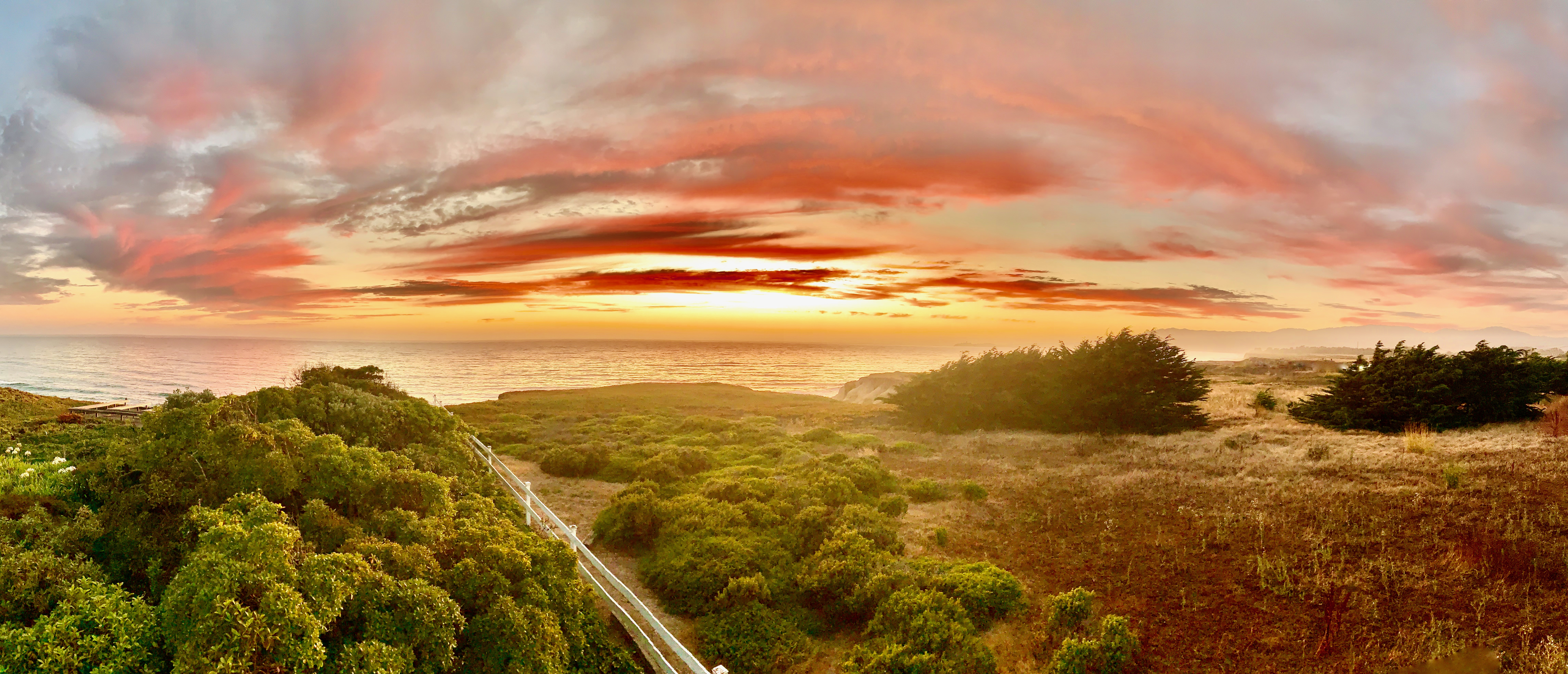
Побережье Хаф-Мун-Бей

Первоначально это был сельскохозяйственный форпост испанской католической Миссии Сан-Франциско-де-Асис, а сам город был основан в 1840-х годах сначала как Сан-Бенито, а затем, по мере роста его англоязычной рыбацкой общины, он был переименован в Спэништаун. В 1874 году сообщество получило своё нынешнее название.

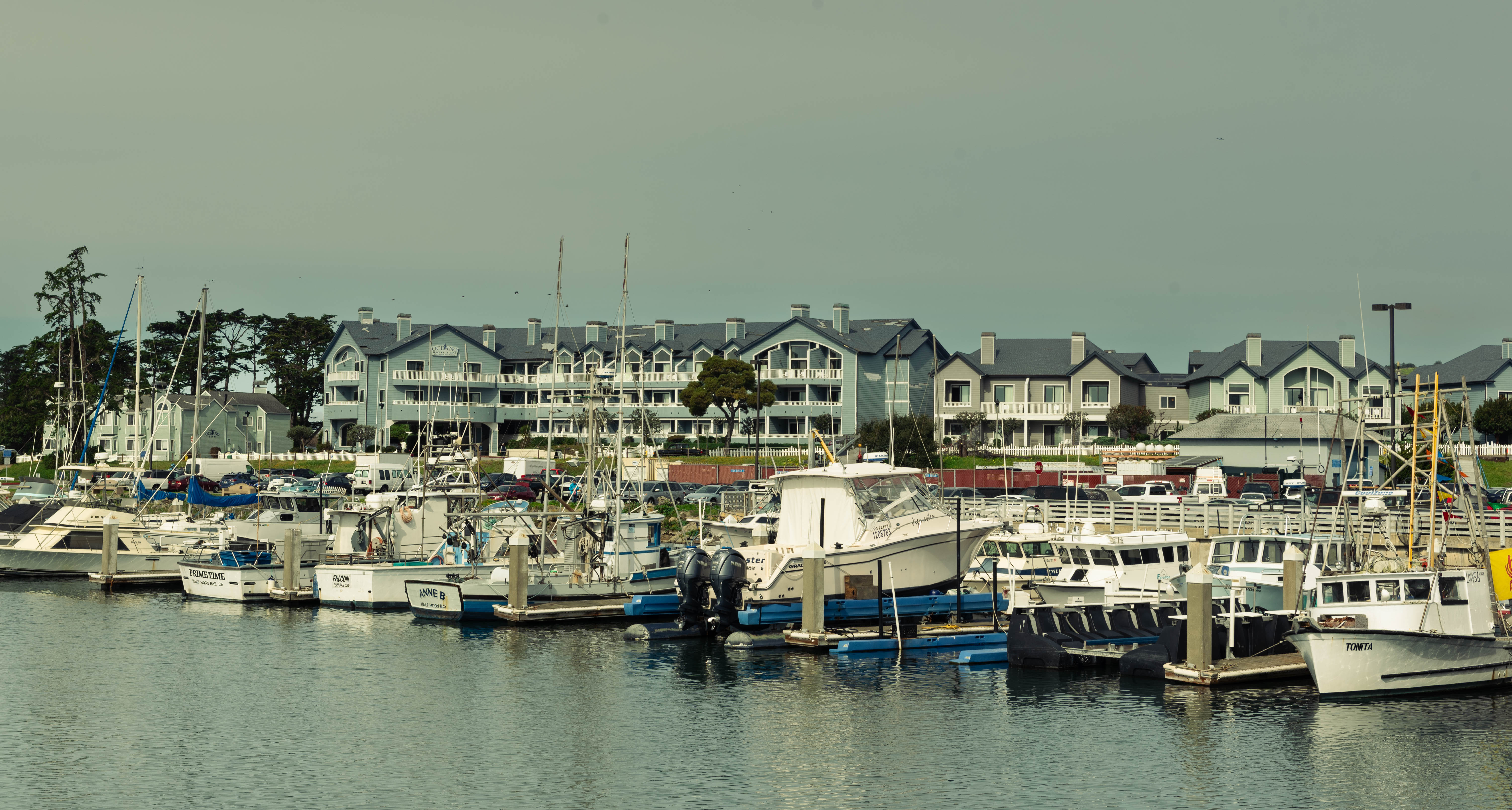
Вид с залива Хаф-Мун

После того, как в начале 1900-х годов появились железнодорожные и автомобильные пути, город заметно разросся. Туманная погода на побережье Тихого океана, скрывающая пляж от полиции, сделала город популярным местом «отдыха» во время сухого закона в США.
Большие волны привлекают сюда тысячи любителей экстремального сёрфинга.
15 июля 1959 года сообщество было включено в реестр штата и Хаф-Мун-Бей официально стал городом. С этого момента население города постоянно росло, за исключением 2010-х годов, когда население уменьшилось на 4.4%.

## География
Согласно данным Бюро переписи населения США, общая площадь города составляет 6,4 квадратных мили (17 квадратных километров), из которых 6,4 квадратных мили (17 км2) — это суша и 0,02 квадратных мили (0,052 км2 0,32%) приходится на водную поверхность.